# بخش دهبری
بخش دهبری (به انگلیسی: Dhubri district) یک منطقهٔ مسکونی در هند است که در Lower Assam Division واقع شده است. بخش دهبری ۲٬۸۳۸ کیلومتر مربع مساحت و ۱٬۹۴۹٬۲۵۸ نفر جمعیت دارد.